# Let Your Love Out
Let Your Love Out – pierwsza EP amerykańskiego aktora/wokalisty, Luke’a Benwarda. Został wydany 5 stycznia 2009.

## Lista utworów
1. Get Up – 3:19
2. Let Your Love Out – 2:45
3. Everyday Hero – 3:16
4. Higher Love – 3:30
5. Shine – 2:44